# しし座A
しし座Aまたはしし座III (Leo A or Leo III) は、局所銀河群に属する矮小不規則銀河。1942年にフリッツ・ツビッキーによって発見された。太陽系からの距離は約225万光年。質量は太陽の8000万 ± 2700万倍で、その約80%は未知のダークマターが占めると考えられている。
矮小不規則銀河として、ハロー構造が初めて発見された銀河でもある。

## 特徴
他の銀河から孤立して極めて大量のガスを保持している銀河である。

## 2004年の研究成果
国立天文台・リトアニア物理学研究所・ダーラム大学・パリ天文台・京都大学・ぐんま天文台・東京大学のチームは、すばる望遠鏡を用いて矮小不規則銀河「しし座A」内の恒星の分布を調べたところ、従来想定されていたよりはるかに大きく広がっており、外縁部にはっきりした境界をもっているという構造を明らかにした。